# Alanus Plumlovský
Alanus Plumlovský, vlastním jménem Ignác (18. ledna 1703 Přerov – 2. května 1759 Pastuchov, maďarsky Nyitrapásztó, dnes na území Slovenska) byl český katolický kněz a hudební skladatel.

## Život
Narodil se jako syn Jana Plumlovského z Přerova a jeho manželky Marie (Joes Plumlowsky et Marianna), další údaje o rodinném původu nejsou známy. V roce 1724 vstoupil do cisterciáckého kláštera na Velehradě, 17. prosince vykonal řeholní sliby a přijal řádové jméno Alanus. 3. června 1730 byl vysvěcen na kněze. Ke konci svého života se nepohodl s představenými kláštera a byl přesunut do opatství Pastuchov, kde zemřel a je také pochován.

## Dílo
Nejznámějším dílem je hanácká opera Pargamotéka, která byla provedena v roce 1747 v premonstrátském klášteře Hradisko. Pravděpodobně byla provedena znovu při návštěvě císařovny Marie Terezie v červnu 1748. V roce 1751 pak tam byla provedena i jeho další hanácká opera, pravděpodobně Gront a puvod plesání hanáckýho. Z obou se zachovalo jen libreto. Část literatury mu připisuje i hanácké opery Landebork a O prajském rumlu.
V Univerzitní knihovně v Olomouci je uloženo libreto skladatele pod názvem Opera tragica. V tomto případě však jde o oratorium na velikonoční téma. Bylo provedeno na Velehradě, ale hudba k němu se nedochovala.
V inventáři farního kostela Nanebevzetí Panny Marie v Kvasicích byly nalezeny české pastorely, které jsou dodnes uváděny.